# Centre Market Place

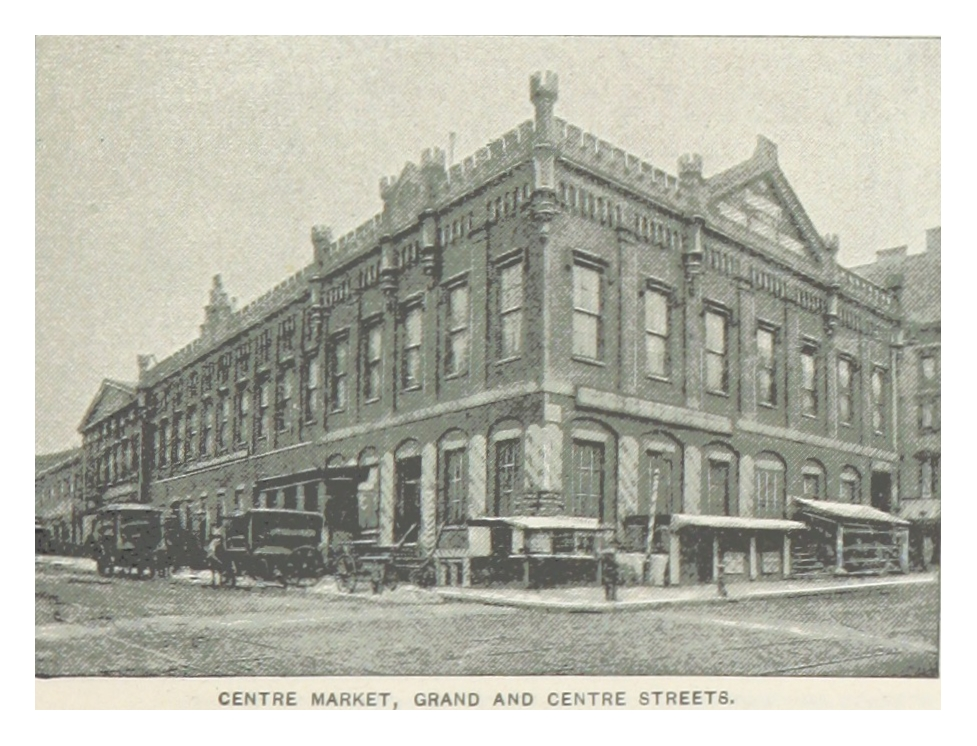
Centre Market Pl. en 1893.

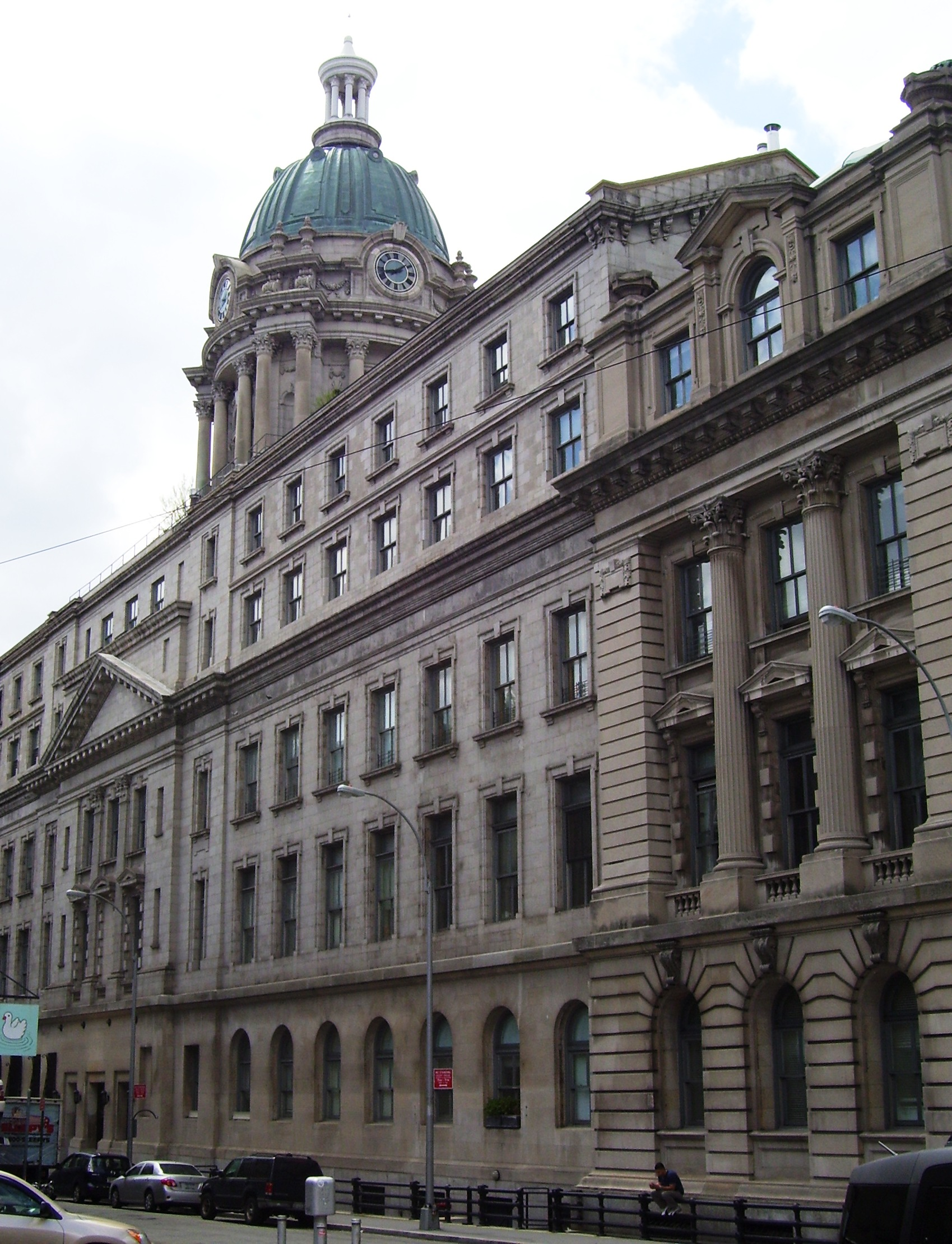
Immeuble de la police Centre Market Place.

Centre Market Place est une rue du quartier de Lower Manhattan à New York.

## Situation et accès
Elle est située entre Grand Street et Broome Street; ses habitants considèrent que la rue fait partie du quartier de NoLIta.

## Historique
On y trouvait un établissement de bains publics, créé en 1891.
Centre Market Place était à l'origine une extension d'Orange Street (actuelle Baxter Street), et a été nommée Centre Market Place en 1837.